# V382 Андромеды
V382 Андромеды (лат. V382 Andromedae), HD 218754 — двойная затменная переменная звезда типа Беты Лиры (EB) в созвездии Андромеды на расстоянии приблизительно 1637 световых лет (около 502 парсеков) от Солнца. Видимая звёздная величина звезды — от +9,44m до +9,16m. Орбитальный период — около 1,479 суток.

## Характеристики
Первый компонент — белая звезда спектрального класса A0. Масса — около 3,218 солнечных, радиус — около 3,181 солнечных. Эффективная температура — около 8519 K.

## Планетная система
В 2019 году учёными, анализирующими данные проектов HIPPARCOS и Gaia, у звезды обнаружена планета.